# Oswald Teichmüller
Oswald Teichmüller, Nordhausen 18 juni 1913 - waarschijnlijk aan de Dnjepr 11 september 1943, was een wiskundige uit Duitsland, die de quasi-hoekgetrouwe afbeeldingen en meer differentiaalmeetkundige methoden in de complexe functietheorie invoerde.
Teichmüller was een overtuigd aanhanger van Hitler en speelde een bedenkelijke rol bij de gebeurtenissen van 1933 in Göttingen. Hij stierf in 1943 in Rusland.
De theorie van de teichmüller-ruimten, een moduliruimte theorie voor riemann-oppervlakken, werd ontwikkeld door Lars Ahlfors, Lipman Bers en anderen. Het teichmüller-karakter en het lemma van Teichmüller-Tukey zijn naar hem genoemd. Het teichmüller-karakter is een constructie met p-adische getallen. Veel van Teichmüllers werk werd in de Deutsche Mathematik gepubliceerd, een ideologisch tijdschrift dat door Ludwig Bieberbach was opgericht. Door de aard van dit tijdschrift was veel van zijn werk, totdat zijn verzameld werk in 1982 beschikbaar kwam, moeilijk toegankelijk.

## Websites
- (de)  Gesammelte Abhandlungen, 1982. verzamelde werken ISBN 978-3-540-10899-3
- MacTutor. Oswald Teichmüller.